# سندرم قطع داروی ضدافسردگی
سندرم قطع داروی ضدافسردگی یا سندرم ویت‌دراوال (AWS) به شرایطی گفته می‌شود که می‌توانند بعد از وقفه، کاهش یا قطع داروی ضدافسردگی بعد از مصرف مداوم به مدت حداقل یک ماه به وجود بیایند. این علائم می‌توانند شامل علائم مشابه سرماخوردگی، مشکلات خواب، حالت تهوع، عدم توازن، تغییر در حواس پنج‌گانه و اضطراب باشند. علائم معمولاً طی سه روز اول آشکار می‌شوند و می‌توانند تا چندین ماه دوام داشته باشند.

## علائم
بیشترین علائمی که گزارش شده‌اند شامل علائم شبیه آنفلونزا (حالت تهوع، استفراغ، اسهال، سردرد، تعریق) و مشکلات مرتبط با خواب (بی‌خوابی، کابوس، خواب‌آلودگی دائم) هستند. اختلالات حسی و حرکتی مثل عدم تعادل، گیجی، سرگیجه، پرخاشگری، لرزیدن و زَپ مغزی (احساسی شبیه برق‌گرفتگی در مغز) نیز گزارش شده‌اند.

### درمان
در بعضی موارد علائم ترک دارو با ادامه‌ی مصرف یا کاهش تدریجی آن مطابق دستور پزشک قابل مدیریت هستند. شیوه‌ی درمان با توجه به شدت علائم و نوع داروی تجویزی متفاوت است. اگر علائم شدید باشند یا امکان مدیریت علائم وجود نداشته باشد می‌توان مصرف داروی ضدافسردگی را دوباره آغاز کرد تا با احتیاط بیشتری به ترک دارو اقدام شود.